# 歐米伽冰原島峰
81°55′S 29°12′W / 81.917°S 29.200°W
歐米伽冰原島峰（英語：Omega Nunatak），是南極洲的冰原島峰，位於科茨地，處於懷查韋冰原島峰西南面39公里，在1957年由英聯邦探險隊繪入地圖，現時由南極條約體系管理。